# Municipio de Wynne
El municipio de Wynne (en inglés: Wynne Township) es un municipio ubicado en el condado de Cross en el estado estadounidense de Arkansas. En el año 2010 tenía una población de 9768 habitantes y una densidad poblacional de 113 personas por km².

## Geografía
El municipio de Wynne se encuentra ubicado en las coordenadas 35°12′30″N 90°47′35″O / 35.20833, -90.79306. Según la Oficina del Censo de los Estados Unidos, el municipio tiene una superficie total de 86.44 km², de la cual 85,6 km² corresponden a tierra firme y (0,98 %) 0,84 km² es agua.

## Demografía
Según el censo de 2010, había 9768 personas residiendo en el municipio de Wynne. La densidad de población era de 113 hab./km². De los 9768 habitantes, el municipio de Wynne estaba compuesto por el 68,82 % blancos, el 28,45 % eran afroamericanos, el 0,21 % eran amerindios, el 0,78 % eran asiáticos, el 0,53 % eran de otras razas y el 1,21 % eran de una mezcla de razas. Del total de la población el 1,89 % eran hispanos o latinos de cualquier raza.